# Aethlios
In der griechischen Mythologie ist Aëthlios (altgriechisch Ἀέθλιος Aéthlios) nach einer Version der Sohn von Protogeneia und Zeus.
Er war der erste König von Elis und zeugte mit Kalyke den Endymion, der später König von Elis wurde.